# Анна-Мария Равнополска-Дийн
Анна-Мария Йорданова Равнополска-Дийн е световноизвестен български и американски музикант – изпълнител на арфа, композитор, музикален педагог, музиколог и телевизионен водещ.

## Биография

### Образование
През 1982 г. завършва Българска държавна консерватория в София. По-късно по препоръка на бележития испански арфист Никанор Цабалета е приета да учи при Лиана Паскуали, в Букурещ, която е ученичка на Марсел Турние. След изяви на международни конкурси е поканена да продължи по-нататъшното си обучение в САЩ от Сюзън Макдоналд, в Джулиърд Скул ъф Мюзик и Университета на Индиана в Блумингтън САЩ). Там, през 1991 г. завършва специализация за концертиращи музикални изпълнители и е наградена с „артист диплома“). През 2002 г. защитава докторска дисертация на тема „Арфата като колористичен инструмент в началото на ХХ век“ към Нов български университет, София (България).

### Изпълнителска и преподавателска кариера
Дебютът ѝ на световната сцена започва като солист в международните арфови конкурси в Гарджилес, Мюнхен и Йерусалим. По време на специализацията си в САЩ, Равнополска-Дийн е забелязана от шоуто за млади таланти на нюйоркското радио WXQR, и е представена като един от изгряващите млади таланти на своето поколение.
През 1991 г. става преподавател в Американския университет в България, където е хоноруван професор по музика.
През 1992 г. прави своя дебют и в камерната зала „Уейл“ в концертния център Карнеги Хол, Ню Йорк. Участва като солист и специален гост на международни арфови конгреси във Виена, Копенхаген, Сиатъл, Прага, Женева. Свири също така в престижни европейски зали като Сал Поарел, Нанси, Франция, в Гастайг, Мюнхен.
След завръщането си от САЩ в България развива активна концертна дейност и представя на българска сцена богат репертоар от класически арфови произведения, както и много нови творби на чужди и български композитори.
Редица видни български композитори ѝ посвещават нови произведения сред тях са Лазар Николов, Димитър Сагаев, Симеон Пиронков, Драганова. Димитър Сагаев пише за нея две ноктюрни. Димитър Христов ѝ посвещава серия от 24 етюда за арфа. По късно, Равнополска-Дийн има честта да представи Христов с цялата серия етюди на самостоятелен концерт по-случай 75-ия му рожден ден през 2008 г.
На 13 юни във Видинската зала на филхармонията, а на 14 юни 2008 г. в зала „България“, Равнополска-Дийн участва като солист при представянето на рядко изпълнявания „Концерт за арфа и оркестър“ на Карл Райнеке с Видинската държавна филхармония, под диригентството на Ханс Петер Оксенхофер.
Освен на като класически арфист Равнополска-Дийн има изяви на пиано, парагвайска арфа, различни видове келтски и ирландски арфи, както и на финландската цитра кантеле. В репертоара ѝ влизат както класически произведения за арфа, така и джаз, поп и фолклор.

### Композиторска дейност
Кариерата си като композитор Равнополска-Дийн започва с пиеси за арфа и пиано. Първата ѝ композиция, „Импровизация“ за арфа е написана през 2003. Пише серия от творби вдъхновени от поезията хайку за арфа. По-късно твори и композиции за арфа и глас, арфа и флейта, пиано, пиано на четири ръце. През 2010 г. квартет „Хорс“ изпълняват първия ѝ струнен квартет „Ищван“. Постепенно интересът ѝ към джаза проличава в творчеството ѝ и така се появява джаз триото „Just Like This“ за пиано, саксофон и ударни, композицията „Circus“ за джаз бенд, изпълнен от Благоевградския джаз бенд.

## Дискография

### Компактдискове
- 1992 – A Harpist's Invitation to the Dance (Gega New)
- 1994 – Erich Schubert Pop Harp Festival (Gega New)
- 1996 – Harps of the Americas (Paraguayan and pedal harps) (Arpa d'oro)
- 1997 – Harpist at the Opera (honoring the Donizetti bicentennial) (Arpa d'oro)
- 1998 – Legende: French Music for Harp (Gega New – CD 152)
- 2003 – Bulgarian Harp Favorites (Arpa d’oro)